# آسیر اوسامبلا
آسیر اوسامبلا (انگلیسی: Asier Osambela؛ زادهٔ ۳۰ اکتبر ۲۰۰۴) بازیکن فوتبال اهل اسپانیا است که در حال حاضر برای باشگاه فوتبال اوساسونا در پست هافبک بازی می‌کند. 
از باشگاه‌هایی که در آن بازی کرده است می‌توان به باشگاه فوتبال اوساسونا و باشگاه فوتبال اوساسونا بی اشاره کرد.